# Blomberg (Ostfriesland)
Blomberg (Ostfriesland), är alltsedan 1972 en kommun i kommungemenskapen Samtgemeinde Holtriem i distriktet Wittmund i den tyska delstaten Niedersachsen. Kommunen har cirka 
1 900 invånare och sträcker sig över en 12,80 km² stor yta. Blomberg grundades 1765 av preussiska kolonisatörer.